# Actinoplicata
Actinoplicata es un género de foraminífero bentónico considerado como nomen nudum e invalidado, aunque considerado perteneciente a la familia Asterocyclinidae, de la superfamilia Nummulitoidea, del suborden Rotaliina y del orden Rotaliida. Su rango cronoestratigráfico abarca desde el Luteciense (Eoceno medio) hasta el Priaboniense (Eoceno superior).

## Discusión
Actinoplicata fue propuesto como un subgénero de Asterocyclina, es decir, Asterocyclina (Actinoplicata).

## Clasificación
Actinoplicata incluye a las siguientes especies: